# 삼첨판

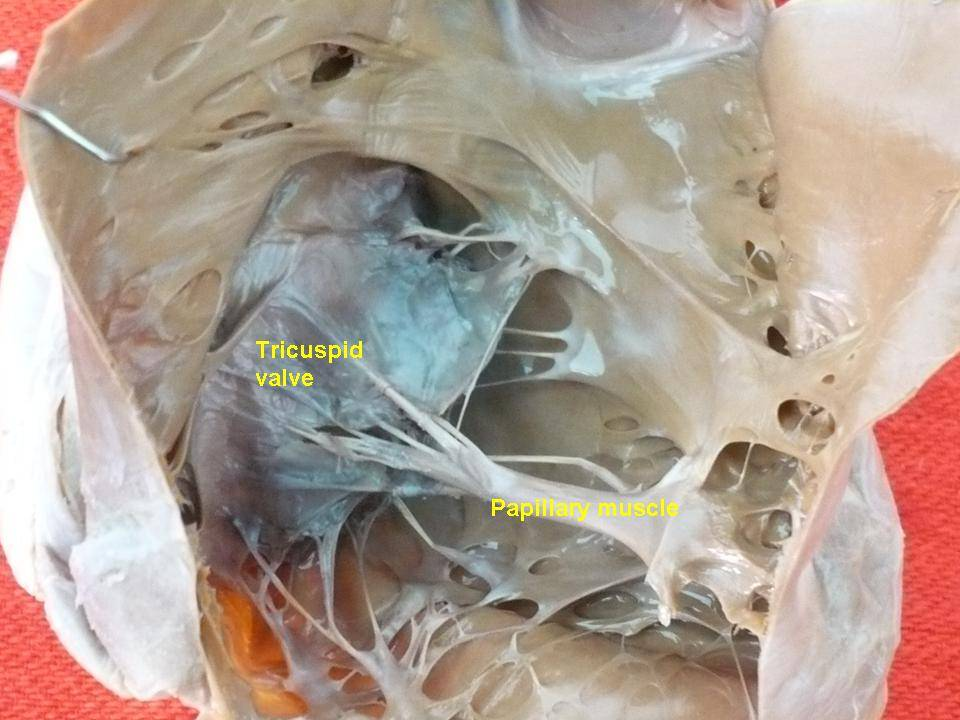
삼첨판의 단면.

삼첨판막(三尖瓣, tricuspid valve, 삼첨판) 또는 오른방실판막(right atrioventricular valve, 우방실판막, 우방실판)은 포유류의 심장의 오른쪽 후방에, 또 우심방과 우심실 사이에 위치해 있다. 이 판의 기능은 혈액이 우심방으로 역류하지 못하도록 막아주는 역할을 한다.
혈액이 역류하는 현상은 삼첨판 역류(tricuspid regurgitation)라고 한다.

## 같이 보기
- 삼첨판 폐쇄증
- 심장 판막